# Кровь моей крови
«Кровь моей крови» (англ. Blood of My Blood) — шестой эпизод шестого сезона фэнтезийного сериала канала HBO «Игра престолов», и 56-й во всём сериале. Сценарий к эпизоду написал Брайан Когман, а режиссёром стал Джек Бендер. Премьера эпизода состоялась 29 мая 2016 года.
«Кровь моей крови» получил очень положительные отзывы от критиков, которые похвалили возвращение нескольких заметных персонажей, включая Бенджена Старка и Уолдера Фрея, возвращение Сэмвелла в Рогов Холм и решение Арьи снова стать Старк, а не последователем Многоликого Бога. Название эпизода является отсылкой к известному дотракийскому высказыванию, используемого между кхалом и кровными всадниками. В США эпизод посмотрели 6,71 миллионов зрителей во время оригинального показа.

## Сюжет

### За Стеной
Бран (Айзек Хэмпстед-Райт) и Мира Рид (Элли Кендрик) спасаются в лесу от упырей, которые следуют за ними из пещеры. Бран, всё ещё в видении, становится свидетелем множества событий, среди которых убийство Джейме Ланнистером короля Эйриса Таргариена; полёт дракона над Красным Замком; его собственное падение в Винтерфелле, которое парализовало его; трансформация Королём Ночи последнего сына Крастера в Белого Ходока; обезглавливание Неда Старка; убийство его матери Кейтилин и брата Робба на Красной свадьбе, взрыв дикого огня в подвалах Королевской Гавани, штурм упырями Сурового Дома и поднятие Королём Ночи погибших при штурме.  Очнувшись, он говорит Мире, что их нашли. Мертвецы приближаются, Мира в отчаянии, но появляется закутанный в чёрное всадник и убивает ближайших упырей. Получив передышку, он сажает Миру и Брана на свою лошадь, и они все втроём спасаются бегством.
Бран просыпается под деревом у костра и обнаруживает, что их спасителем является его дядя, Бенджен Старк (Джозеф Моул), который когда-то пропал без вести за Стеной. Бенджен объясняет, что Белый Ходок заколол его во время разведки и оставил умирать и перерождаться, но его спасли Дети Леса, проткнув сердце драконьим стеклом, тем самым не дав полностью превратиться в упыря. Бенджен говорит Брану, что тот стал очередным Трёхглазым Вороном и теперь должен научиться управлять своим состоянием варга, прежде чем Король Ночи придёт на юг.

### В Роговом Холме
Сэм (Джон Брэдли), Лилли (Ханна Мюррей) и маленький Сэм прибывают в Рогов Холм, поместье Дома Тарли. Сэм предупреждает Лилли не упоминать о том, что она из Одичалых, потому что его отец, Рендилл, ненавидит их. Прибывших радостно приветствуют мать Сэма, Мелесса (Саманта Спиро), и его сестра, Талла (Ребекка Бенсон).
За ужином Рендилл (Джеймс Фолкнер) оскорбляет Сэма за его книжность, излишний вес и отсутствие боевого мастерства. Лилли защищает Сэма, упоминая, что Сэм убил тенна и Белого Ходока. Когда брат Сэма, Дикон (Фредди Строма), настаивает на том, что Белые Ходоки не существуют, Лилли заявляет, что она сама видела это по пути на юг в Чёрный Замок, при этом раскрывается её принадлежность к Одичалым. Раздражённый Рендилл продолжает дальше оскорблять Сэма и Лилли, побуждая Мелессу и Таллу в знак несогласия покинуть комнату вместе с Лилли. Рендилл говорит Сэму, что Лилли в качестве кухонной прислуги и маленький Сэм как бастард могут остаться в Роговом Холме, но сам он должен снова покинуть Рогов Холм навсегда. Сэм прощается с Лилли, но затем передумывает и решает взять её и маленького Сэма с собой в Цитадель. Уходя, Сэм забирает родовой меч Дома Тарли из валирийской стали, Губитель сердец. 

### В Браавосе
Арья (Мэйси Уильямс) в очередной раз возвращается, чтобы посмотреть спектакль с участием Леди Крейн (Эсси Дэвис). Она проникает за кулисы во время последнего акта и подливает яд в ром актрисы. Когда Арья пытается уйти, Леди Крейн заговаривает с ней, обратив внимание, что девочка интересуется театром. Мысль о том, что можно менять лицо, характер, образ и при этом никого не убивать, потрясает Арью, поэтому она не даёт приме театра выпить свой ром и предупреждает, что молодая актриса Бьянка хочет её смерти. За этой сценой наблюдает Бродяжка (Фэй Марсей), которая возвращается, чтобы рассказать Якену Хгару (Том Влашиха) о провале Арьи. Якен даёт Бродяжке разрешение убить Арью, но при условии, что девочка не будет мучиться. Тем временем Арья извлекает Иглу из кучи камней, где она спрятала её, и относит её к себе в комнату.

### В Королевской Гавани
В Королевской Гавани Его Воробейшество (Джонатан Прайс) вместе с королём Томменом (Дин-Чарльз Чэпмен) готовятся к пути искупления королевы Маргери (Натали Дормер). Его Воробейшество разрешает Томмену навестить свою жену, и тот обнаруживает, что Маргери покаялась в своих грехах и стала преданной последовательницей Веры Семерых.
Джейме (Николай Костер-Вальдау) и Мейс Тирелл (Роджер Эштон-Гриффитс) ведут армию Тиреллов по улицам Королевской Гавани к Великой Септе Бейелора, где Его Воробейшество представляет Маргери народу Королевской Гавани. Джейме приказывает Его Воробейшеству освободить Маргери и её брата Лораса, угрожая силой против Святого Воинства. Его Воробейшество заявляет, что Маргери не придётся совершать путь искупления, и вместо этого представляет короля Томмена, который согласился объединить Веру и Корону.
В тронном зале король Томмен к разочарованию Джейме лишает его звания Королевского Стража. Разговаривая с Серсеей (Лина Хиди), Джейме раскрывает, что ему приказали вытеснить Чёрную рыбу из Риверрана, но он скорее бы перерезал всё Святое Воинство, чтобы освободить Томмена от влияния этого ордена. Серсея предупреждает его, что если он так поступит, то его убьют и таким образом цель относительно Томмена не будет достигнута. Она советует, чтобы вместо этого он с армией Ланнистеров захватил Риверран как демонстрацию силы своим врагам. По поводу предстоящего суда над собой Серсея не выражает никакого беспокойства, сказав, что это будет суд поединком и её чемпионом будет «Гора», поэтому она не боится обвинительного вердикта.

### В Близнецах
Лорд Уолдер Фрей (Дэвид Брэдли) получает известие о том, что Риверран был отбит Бринденом Талли по прозвищу «Чёрная рыба». Уолдер отчитывает своих сыновей, Лотара Фрея и Уолдера Риверса, которым было приказано удерживать замок. Они оправдывают свои потери тем, что несколько речных лордов, включая Дом Маллистеров и Дом Блэквудов, подняли восстание против Фреев, а Братство без Знамён нападает на их обозы и лагеря. Уолдер требует, чтобы крепость Талли вернули под контроль дома Фреев, поскольку неспособность удержать всего один захваченный замок является унижением. Он приказывает своим людям привести Эдмура Талли (Тобайас Мензис), который был пленником у Фреев с момента Красной свадьбы, и заявляет, что они используют его, чтобы отвоевать Риверран.

### В Дотракийском море
Возглавляя верхом примкнувших к ней дотракийцев, Дейенерис (Эмилия Кларк) обсуждает с Даарио (Михиль Хаусман), сколько кораблей ей понадобится, чтобы пересечь Узкое море с дотракийцами, Безупречными и Младшими Сынами. Даарио подсчитывает, что на это понадобится как минимум тысяча кораблей. Увидев пыль, поднятую подозрительным порывом ветра, Дейенерис уезжает одна, велев всем остальным ждать на месте. Когда после продолжительного ожидания Даарио не выдерживает и намеревается следовать за ней, над кхаласаром пролетает огромный дракон. Он садится, и все видят, что это Дрогон с сидящей на нём верхом Дейенерис. Обращаясь к своему войску, она заявляет, что не будет выбирать только троих кровных всадников, как делают обычные кхалы: это почётное звание получат все её воины. Затем она спрашивает, пересекут ли они вместе с ней «солёную воду» и завоюют ли принадлежащие ей по праву рождения Семь Королевств, и кхаласар единодушно соглашается сделать это.

## Производство

### Сценарий

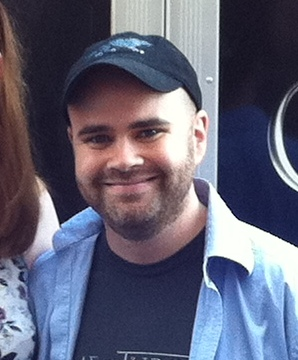
Ветеран сериала, Брайан Когман, написал сценарий к эпизоду, первому из двух эпизодов сезона.

Сценарий к «Крови моей крови» был написан Брайаном Когманом. Когман был сценаристом с начала сериала, ранее написав сценарии к семи эпизодам, а также к следующему эпизоду, «Сломленному человеку». Некоторые элементы в эпизоде основаны на предстоящем романе из цикла «Песнь Льда и Огня», «Ветра зимы», автор которого, Джордж Р. Р. Мартин, надеялся завершить его до того, как шестой сезон выйдет в эфир. В сегменте «Inside the Episode», опубликованном HBO после оригинального показа эпизода, создатели и исполнительные эпизоды сериала Дэвид Бениофф и Д. Б. Уайсс дали интервью и конкретно ссылались на Бенджена Старка как на «Холодные руки». Давняя фанатская теория предполагала, что Холодные руки, представленный книгах «Песни Льда и Огня», на самом деле являлся реанимированной версией Бенджена Старка в качестве упыря. Джордж Р. Р. Мартин ранее ответил на это предположение, заявив, что в книгах Холодные руки не был Бендженом, однако, часть этой истории происходит до того, как Бран вошёл в пещеру, а изображение на телевидении может быть адаптацией другой истории, представленной в предстоящих «Ветрах зимы».
В интервью с «Entertainment Weekly», Брайан Когман описал некоторые мысленные процессы, которые у него были, когда он писал про воссоединение между Сэмвеллом и его семьёй, сказав: «Сэм через столько прошёл, мне нравится изучать ту динамику семьи. Его мать, сестра и брат, все являются принципиально порядочными людьми, но его отец просто бессердечный ублюдок, когда дело доходит до своего далёкого сына. В этой сцене есть болезненная часть, где его отец просто выплёскивает на него всё и говорит ему всё ненавистное, что он когда-либо думал о нём, и Сэм не может защитить себя. Мы посчитали это увлекательным — Сэм убил человека, он убил Белого Ходока, он пришёл великим героем, но он не может дать отпор своему отцу».
Когман отметил, по поводу сюжетной линии Арьи в том же интервью, что у него театральное прошлое, и что «уметь комментировать шоу и реакцию на шоу через игроков очень весело. Шоу часто обвиняют в том, что оно безвозмездно во всех возможных способах — насилии и величии героев. Это огромное оперное шоу. Мы можем с любовью пародировать себя, но также играть с идеями о том, как зрители смотрят шоу, хорошо и плохо, и как меняется точка зрения на шоу. Плюс с точки зрения драматургии любопытно смотреть, как Арья наблюдает за тем, как её собственную жизнь обыгрывают на сцене.» Д. Б. Уайсс также рассказал об Арье: «Мы были рады сделать пьесу внутри пьесы, и это словно отражение в кривом зеркале вещей, которые мы уже видели». Бениофф продолжил: «Отчасти Арью забавляет то, что она знает, что до них многие подробности истории доходят искаженными, но она часто сожалела, что у неё не было шанса увидеть, как умер Джоффри, теперь он у неё есть. Это, очевидно, комический вариант этого, но это даёт ей огромное удовольствие». Уайсс также отметил: «Арью медленно соблазняют эти спектакли, и леди Крейн, актриса, которую она должна убить, это кто-то, кто, как она, взяла на себя работу становиться другими людьми».
По поводу финальной сцены эпизода с Дейенерис Таргариен верхом на Дрогоне, произносящей речь перед недавно приобретённым кхаласаром, Дэвид Бениофф в приложении «Inside the Episode» заявил, что сцена является отражением речи, которую кхал Дрого сказал перед смертью. Бениофф сказал: «Одним из наших любимых моментов первого сезона был просмотр того, как кхал Дрого выступал с речью в собравшемся кхаласаре, речью, которая явно задержалась в голове Дейенерис, и она повторяет почти тот же язык, когда она сейчас разговаривает с дотракийцами. Она в основном говорит им об обещании, которое дал один из великих кхалов несколько лет назад, и говорит, что сейчас то самое время, чтобы выполнить это обещание».

### Кастинг

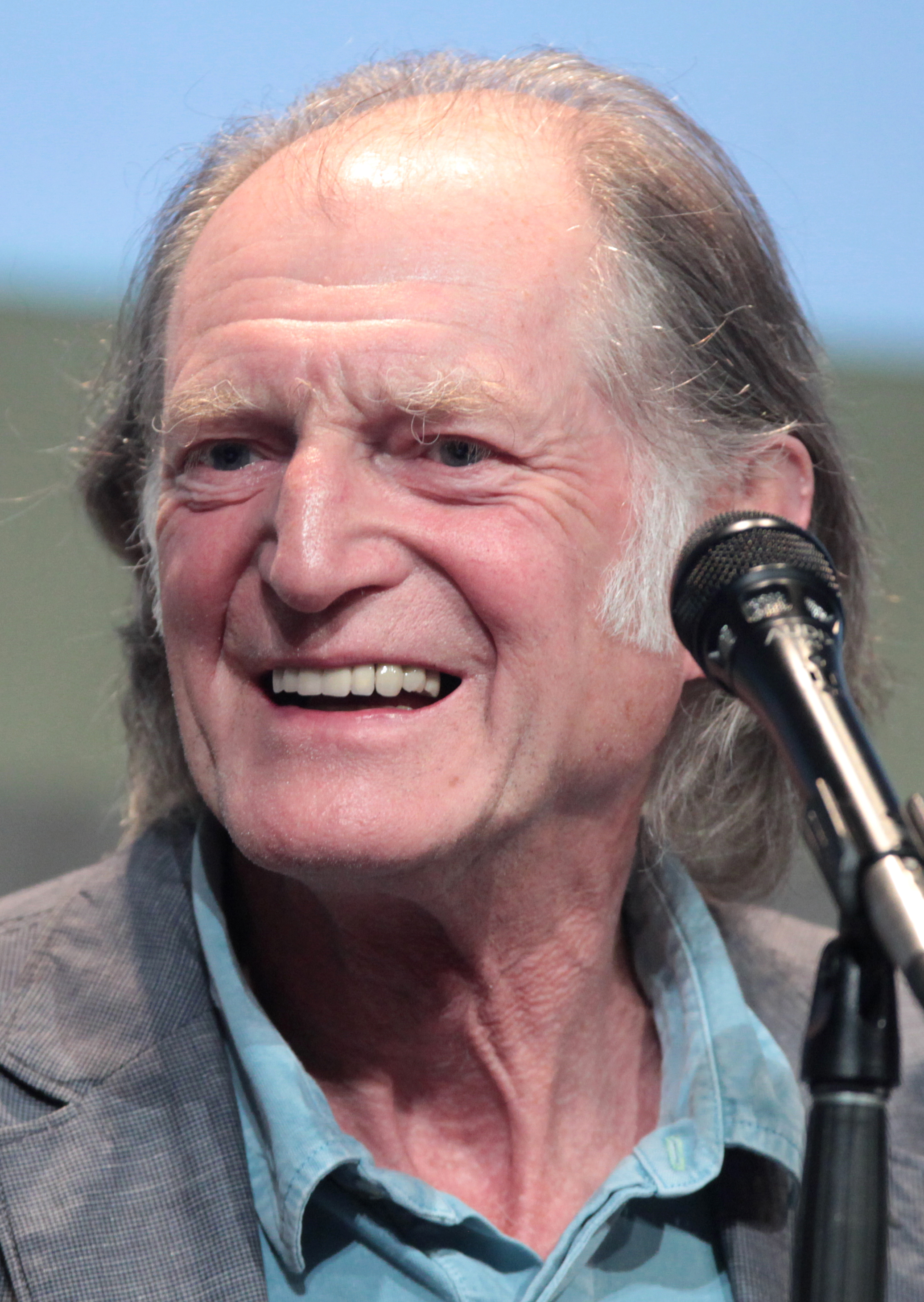
Актёр Дэвид Брэдли (на фото), а также Джозеф Моул и Тобайас Мензис, вернулись в сериал после почти трёхлетнего отсутствия.

В эпизоде приняли участие несколько долго не появлявшихся персонажей из предыдущих сезонов. Были введены также новые персонажи, либо упоминавшиеся ранее, либо как-то связанные с основными персонажами в сериале. Ярким примером стало возвращение Джозефа Моула, который исполнил роль Бенджена Старка в трёх эпизодах первого сезона шоу, прежде чем исчезнуть, как и в самом цикле «Песнь Льда и Огня». В интервью с «Entertainment Weekly» Брайан Когман говорил о повторном введении Бенджена и возвращении Моула в шоу, сказав: «Это было здорово, что с нами снова был Джо Моул — должно быть это для него была большая поездка назад к персонажу после такого большого времени — но он также, несомненно, и не Бенджен из первого сезона. Так что было весело исследовать». Моул ранее дал интервью в 2013 году, в котором он выразил желание вернуться в сериал.
Ещё одно повторное введение включало сюжетную линию вокруг Речных Земель, где Дэвид Брэдли вернулся в шоу в роли Уолдера Фрея, который в последний раз появился в момент последствий Красной свадьбы, также Тобайас Мензис в роли Эдмура Талли, который также не появлялся с эпизода третьего сезона, «Рейны из Кастамере», в котором происходила Красная свадьба. Тим Плестер, который играет одного из сыновей Уолдера, также вернулся, но на роль его другого сына, Лотара Фрея, был взят другой актёр, Дэниел Туит.
Также несколько новых актёров было взято на роль членов семьи Сэмвелла Тарли в Роговом Холме. Отец Сэмвелла, Рендилл Тарли, был ранее несколько раз упомянут на протяжении всего сериала, и его также описывали как «жестокий» по отношению к своему старшему сыну. В интервью с «The Hollywood Reporter», Джон Брэдли (Сэмвелл Тарли) говорил о введении его семьи в сериал, заявив: «Когда вы видите Сэма со своим отцом, матерью и особенно с братом, всё начинает проясняться. Его персонаж согласовывается с обстановкой. Почему у него такая психика? Почему он ведёт себя так, как он ведёт себя? С тех пор, как вы увидели его, он приходит очень искренним и из сердечной материнской любви, а тут ещё этот монстр. Можно понять, почему он так травмирован. Его эмоциональная жизнь была разбросана в самых разных направлениях. Он очень растерян». Актёр Джеймс Фолкнер был взят на роль Рендилла, Саманта Спиро изображает мать Сэмвелла, а Фредди Строма и Ребекка Бенсон изображают брата Сэма, Дикона, и его сестру, Таллу, соответственно.
Для краткой последовательности видения Брана в начале эпизода, актёр Дэвид Ринтул был взят на роль короля Эйериса II Таргариена в сцене, которую ранее только описывали. Она изображает убийство Эйериса, который повторял фразу «сжечь их всех», от рук Джейме Ланнистера.

### Съёмки

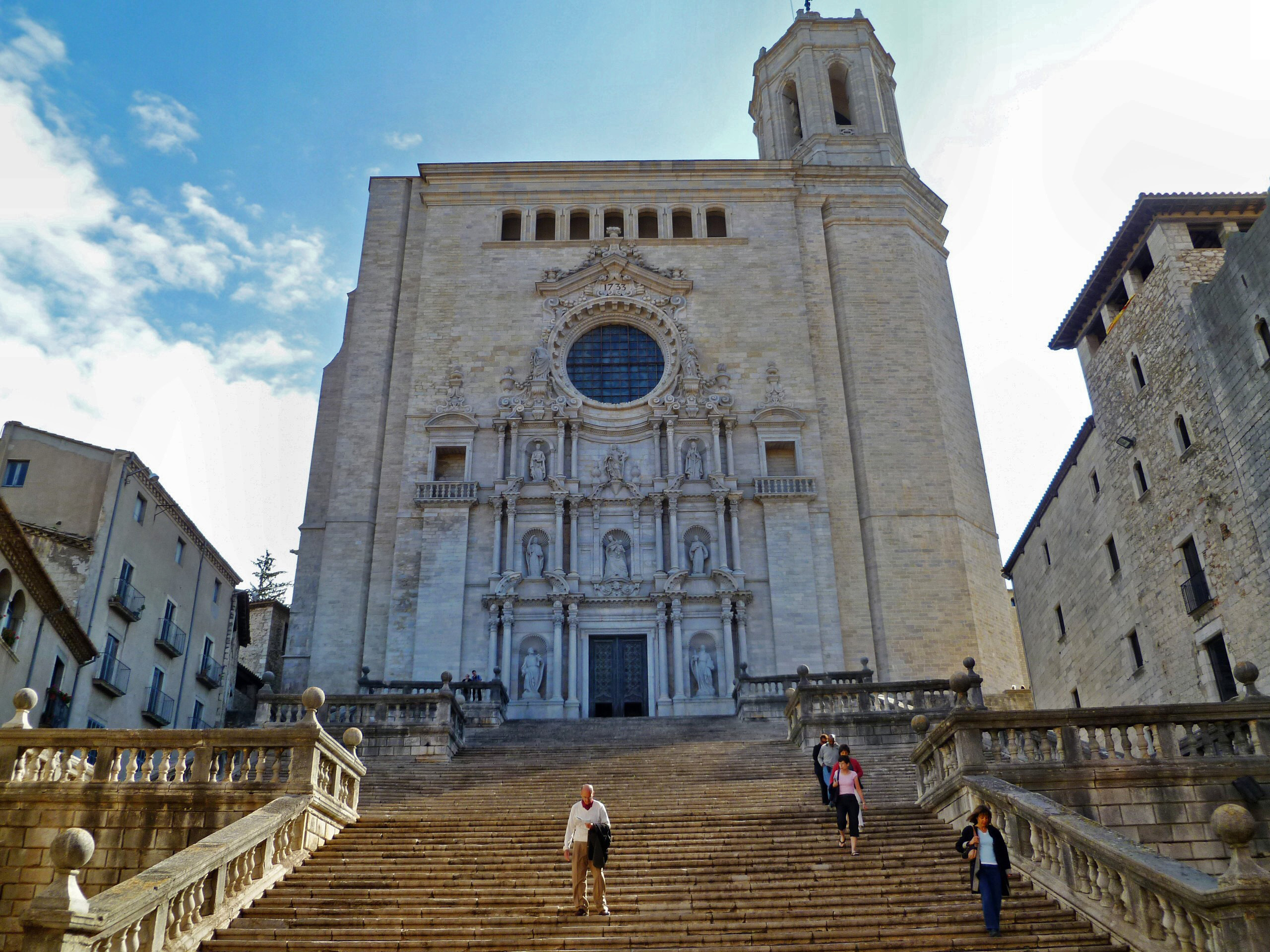
Собор в Жироне, Испании, представлял Великую Септу, с небольшим CGI изменением в здании.

Режиссёром «Крови моей крови» стал Джек Бендер. Бендер также снял предыдущий эпизод «Игры престолов», «Дверь», что стало его режиссёрским дебютом в сериале. До режиссуры «Игры престолов», он был одним из основных режиссёров телесериала канала ABC «Остаться в живых», сняв 38 эпизодов, включая финал сериала. Бендер ранее подошёл к режиссуре сериала, но отказался из-за долговременного посвящению себя сериалу, вовлекающего съёмки, про которое Бендер отметил в интервью как необходимость посвятить «от четырёх с половиной до шести месяцев из-за масштабности эпизодов».
Для основной сцены Великой Септы в Королевской Гавани, где Маргери представляет городу Его Воробейшество, была использована парадная лестница Жиронского собора в Жироне, Испании. Собор был построен в 11-м веке и продолжил своё расширение в 12-м и 13-м веках, а также в 18-м веке. Согласно предыдущим сообщениям, съёмки проходили примерно в течение двух недель, со множеством различных сложностей, связанных со съёмками места, включая "статистов, требующих медицинской помощи из-за истощения и обезвоживания, " а также необходимость в большой охране, чтобы оградить определённые зоны, во время съёмок, от общественности. Части Браавоса также были сняты в Жироне. В соседнем Канет-де-Маре, Каталонии, Испании, Кастель де Санта-Флорентина, средневековый замок 11-го века, был использован для замка Дома Тарли.
Режиссёр эпизода, Джек Бендер, провёл интервью с «The Wall Street Journal» после выхода эпизода в эфир, и рассказал о съёмках спектакля с Арьей в Браавосе, заявив: «Я поставил всю пьесу, мы сделали это, и продюсеры пришли посмотреть репетицию, включая все пошлые шутки и всё такое, некоторые из которых были написаны. Итак, после того, как мы посмотрели репетицию, и ребята смеялись, я сказал: 'Единственное, что меня беспокоит, не издеваюсь ли я над вашим ярким шоу слишком сильно?' И они сказали: 'Нет, давай ещё!' Они совершенно неприхотливы, Дэвид и Дэн, и им понравилось это». Он также отметил, что были сняты несколько других дополнительных сцен, но были вырезаны из финальной версии эпизода, отметив, что они, вероятно, будут выпущены в качестве удалённых сцен на DVD для этого сезона.

Безумный король, в исполнении Дэвида Ринтула, в видении Брана. Дэвид Бениофф описал сцены, которые были показаны, как «очень тщательно подобранные.»

В закулисном видео, опубликованном HBO после выхода пятого и шестого эпизодов, Дэвид Бениофф описал видения Брана в начале эпизода как что-то, что было составлено очень точно и специально, сказав: «Хотя некоторые изображения проносятся по памяти всего за долю секунды, каждый из них был тщательно подобран. И Безумный король был, наверно, самым драматичным из них, потому что мы слышали о Безумном короле с самого начала шоу, но он никогда до этого на экране не появлялся. И снимать это, знаете, проводить много времени над тем, что оказалось, возможно, секундой-полторы, парой секунд, экранного времени». Новые сцены Безумного короля перемежаются с ранее показанными кадрами Белых Ходоков, а также взрывами дикого огня, и другими знаковыми моментами из всего сериала, такими как обезглавливание Неда Старка, Красная свадьба и падение Брана с башни в премьере сериала. В цикле «Песнь Льда и Огня» Джорджа Р. Р. Мартина, Безумный король описан с длинными, всклокоченными волосами и бородой, с девятидюймовыми ногтями. Версия шоу изображает его в более аккуратной моде, а роль Безумного короля исполнил Дэвид Ринтул.
Элли Кендрик, которая изображает Миру Рид в сериале, в интервью с «The Hollywood Reporter» рассказала о повторном введении Бенджена Старка, или Бенджена Холодные руки, и о работе с Джозефом Моулом, сказав: «Это было настолько фантастическим. И это интересно. Если вы читали книги, тогда вы знаете о персонаже Холодные руки, которого убрали из сюжетной линии Брана, Миры и Жойена в шоу. Это всегда было интересно, после прочтения книг, смотреть за тем, как происходят объединения сюжетных линий. Бенджен своего рода персонаж Холодные руки в том, что он слегка подозрительный парень, который наполовину мёртв, наполовину жив, с голубыми руками. Я думала, что это очень круто, как оно случилось. Это был хороший брак между книгой и телевизионным откровением в одном флаконе. Я была очень рада видеть его на съёмочной площадке. Мне нравилось работать с Джозефом Моулом, и мне понравилось, что у нас появился новый член нашей быстро истощающейся банды».

## Реакция

### Рейтинги
«Кровь моей крови» посмотрели 6,71 миллион американских зрителей во время оригинального показа, что стало незначительным снижением по сравнению с рейтингом 7,89 миллионов зрителей на предыдущей неделе у эпизода «Дверь», вероятно из-за праздника Дня памяти в США.

### Реакция критиков
«Кровь моей крови» получил очень положительные отзывы от критиков, которые похвалили возвращение некоторых заметных персонажей из предыдущих сезонов, включая Бенджена Старка и Уолдера Фрея, также возвращение Сэмвелла Тарли домой в Рогов Холм и решение Арьи снова стать Старком, забросив учения Безликих. Эпизод получил рейтинг 88 % на сайте Rotten Tomatoes на основе 57 отзывов, со средним рейтингом 7,9/10, что стало снижением по сравнению с предыдущим эпизодом. Консенсус сайта гласит: «Движущие силы решающего значения переоцениваются, а значительные персонажи возвращаются в умело построенный и приятный эпизод „Кровь моей крови“».

### Награды
| Год  | Награда                  | Категория                                                    | Номинант(ы)                              | Результат | Прим.  |
| ---- | ------------------------ | ------------------------------------------------------------ | ---------------------------------------- | --------- | ------ |
| 2016 | Творческая премия «Эмми» | Лучшая работа художника-постановщика в фэнтезийной программе | Дебора Райли, Пол Гирардани, Роб Кэмерон | Победа    | [ 32 ] |